# 赤い情熱
「赤い情熱」（あかいじょうねつ）は、SUPER☆GiRLSの6枚目のシングル。2012年10月24日にiDOL Streetから発売された。

## 概要
前作「プリプリ♥SUMMERキッス」から3ヶ月ぶりのシングル。ジャケットA、B、C、D（イベント会場・mu-moショップ限定盤）、mu-moショップ限定 メンバー別ジャケット盤（11形態）の計15形態で販売。
11月5日付のオリコン週間シングルチャートでは倖田來未の「Go to the top」に続く初登場2位となった。
「赤い情熱」がライブで初披露されたのは2012年9月23日に幕張メッセで行われた「東京ゲームショウ2012」である。また、ラジオで初めてフルコーラスがOAされたのは2012年9月9日放送の「SUPER☆GiRLS宮崎理奈のナイスみやり!」である。
10月8日にZepp DiverCityで行われた「ニッポン放送 SUPER☆GiRLS 超絶パーティー 秋の大感謝祭!!」では、オープニングで「赤い情熱」が披露され、その際収録された「赤い情熱」のライブ音源が翌週の「SUPER☆GiRLS 超絶パーティー」でOAされた（2番のサビまで）。
オリジナルメンバーの稼農楓は2013年1月16日に正式に脱退したので、本作が彼女の参加した最後のシングルとなった。
ミュージック・ビデオは、山梨県甲府市にある山梨県立産業展示交流館アイメッセ山梨で撮影された。

## 収録曲

### ジャケットA
CD+DVD
1. 赤い情熱 [4:39]
作詞：Mio Aoyama、作曲：夏海、編曲：鈴木Daichi秀行
2. シアワセワンダーランド [4:05]
作詞：BOUNCEBACK、作曲：松田純一、編曲：清水武仁

DVD
1. 赤い情熱（MUSIC VIDEO）
2. 赤い情熱（MUSIC VIDEO --Dance Only ver.-）

### ジャケットB
CD ONLY TypeA
1. 赤い情熱
2. シアワセワンダーランド
3. 女子力←パラダイス（Switch Vocal ver.） [3:03]
作詞：BOUNCEBACK、作曲：松田純一、編曲：鈴木Daichi秀行

### ジャケットC
CD ONLY　TypeB
1. 赤い情熱
2. シアワセワンダーランド
3. 赤い情熱（Instrumental）
4. シアワセワンダーランド（Instrumental）

### ジャケットD
CD ONLY :イベント会場・mu-moショップ限定盤
1. 赤い情熱
2. シアワセワンダーランド
3. オリジナルCD ドラマ 「SUPER☆GiRLS　超絶学園 スクールデイズコレクション 汗と涙の体育祭!」

### メンバー別ジャケットver.
CD ONLY :mu-moショップ限定　メンバー個別盤（全11種）
1. 赤い情熱
2. シアワセワンダーランド
3. mu-mo企画「あみた画伯が行く!」（CD-EXTRA収録）

## イベント
| 日程           | 公演名                                                                | 会場                                                                                 | 備考 |
| -------------- | --------------------------------------------------------------------- | ------------------------------------------------------------------------------------ | --- |
| 2012年 9月29日 | グループ別握手会                                                      | avex本社                                                                             | 3部制 mu-moショップで販売された参加券付き商品購入者対象                                                    |
| 10月19日       | 握手会                                                                | ナディア・パーク タワーレコード福岡                                                  | 名古屋会場は志村・稼農が参加、福岡会場は宮崎が参加                                                         |
| 10月23日       | イトーヨーカドー×SUPER☆GiRLSメンバー店員企画!!「いってみヨーカドー♪」 | イトーヨーカドー木場 アリオ亀有                                                      | CD即売会                                                                                                   |
| 10月24日       | 発売記念 CDショップ グループ握手会                                    | タワーレコード新宿 SHIBUYA TSUTAYA アニメイト新宿                                    | グループ別握手会                                                                                           |
| 10月25日       | 発売記念 CDショップ グループ握手会                                    | タワーレコード新宿 アキバ☆ソフマップ1号店 タワーレコード秋葉原 HMV札幌ステラプレイス | グループ別握手会                                                                                           |
| 10月27日       | 発売記念 握手会イベント「情熱DREAMERS」                               | 千里セルシー                                                                         | ミニライブ（10月27日・28日）・グループ別握手会                                                             |
| 10月28日       | 発売記念 握手会イベント「情熱DREAMERS」                               | ラゾーナ川崎プラザ                                                                   | ミニライブ（10月27日・28日）・グループ別握手会                                                             |
| 11月17日       | 発売記念 握手会イベント「情熱DREAMERS」                               | サンライズビル                                                                       | ミニライブ（10月27日・28日）・グループ別握手会                                                             |
| 11月10日       | 発売記念 個別2ショット撮影会                                          | TFTホール500                                                                         | 12部制 mu-moショップで販売された参加券付き商品購入者対象 八坂・荒井が欠席のため2名のみ12月15日に振替られた |
| 11月11日       | 発売記念 個別握手会                                                   | 竹芝ニューピアホール                                                                 | 12部制 mu-moショップで販売された参加券付き商品購入者対象 前島が欠席のため前島のみ12月15日に振替られた      |